# Takieddine Solh

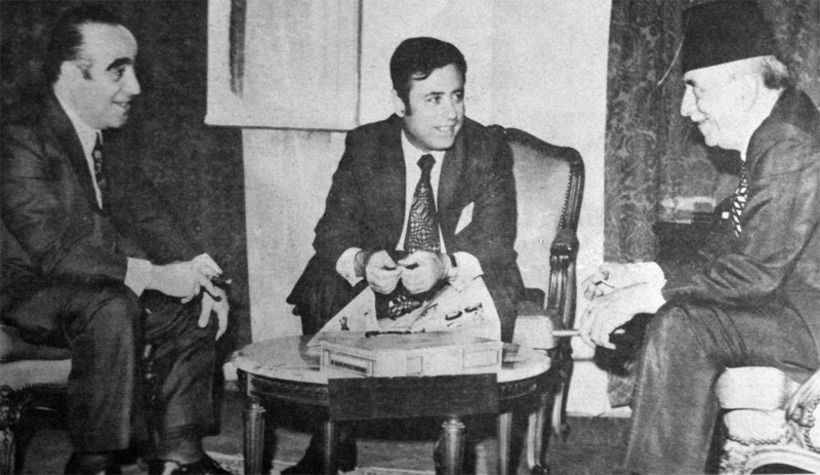
Takieddine Solh (rechts) mit dem syrischen Außenminister Abd al-Halim Chaddam

Takieddine Solh (auch Takieddin Solh, Takieddin el-Solh, arabisch تقي الدين الصلح, DMG Taqī ad-Dīn aṣ-Ṣulḥ, * 1908 in Sidon, Mutesarriflik Libanonberg; † 27. November 1988 in Paris, Frankreich) war ein konservativer libanesischer Politiker.
Er vertrat von 1957 bis 1960 sowie von 1964 bis 1968 das Bekaa-Tal im libanesischen Parlament, der Assemblée nationale. Von 1964 bis 1965 war er Innenminister. Am 8. Juli 1973 wurde er zum Ministerpräsidenten und Finanzminister ernannt, was er bis zum 31. Oktober 1974 blieb. Am 20. Juli 1980 wurde er erneut mit der Bildung einer Regierung beauftragt, jedoch war er dazu nicht fähig und trat noch am 25. Oktober zurück.
Er war der Cousin von Riad Solh und galt als konservativer Politiker, der zeitlebens den osmanischen Fes trug. Seine Frau war Fadwa Barazi El-Solh.